# Barkas B 1000

Logo des IFA Barkas

Der Barkas B 1000 ist ein Kleintransporter, der in den Jahren 1961–1991 im VEB Barkas-Werke Karl-Marx-Stadt hergestellt wurde. Der Eintonner mit Zweitaktmotor war im Fertigungsprogramm der DDR oberhalb des Multicar und unterhalb des Robur LO angesiedelt. Ab 1990 wurde er als B 1000-1 mit Viertaktmotor nach VW-Lizenz produziert. Der punische Name Barkas, bekannt durch den Vater Hannibals, bedeutet ,Blitz‘.

## Entwicklungsgeschichte
Ab 1954 wurde systematisch an einem komplett neu entwickelten Kleintransporter unter der Bezeichnung „L1“ gearbeitet, da eine Studie des VEB IFA Forschungs- und Entwicklungswerk Chemnitz 1951 die Grundkonzeption der bestehenden Typen als völlig überholt auswies. Eine im Vergleich zu in konventioneller Bauart konstruierten Transportern extrem niedrige Ladefläche war Bedingung. Eine solch niedrige Ladehöhe ließ sich aber nur erreichen, wenn der Motor, im Gegensatz zu bisherigen Konzepten, in der Fahrzeugfront eingebaut ist. Skeptiker bezweifelten, dass ein frontgetriebenes Fahrzeug im beladenen Zustand starke Steigungen bewältigen kann. Daraufhin überzeugte Chefkonstrukteur Schmieder diese mit einem beladenen, frontgetriebenen Framo, der die 20-prozentige, gepflasterte Steigung am Goßberg bei Hainichen sogar bei nasser und schmutzverschmierter Straße bewältigte. 1956 wurde das erste Funktionsmuster des L1 als Kastenwagen gebaut.
1961 begann die Serienfertigung des völlig neu konstruierten „Schnelltransporter“ Barkas B 1000. Damals entsprach der B 1000 formal dem Stand der Technik, wie ein DDR-Vergleich mit damaligen westlichen Transportern VW-Bus, Ford Transit, DKW-Schnellaster, Tempo Wiking oder Renault Estafette zeigen sollte. Vor allem beim Fahrwerk und dem Nutzlast-Laderaum-Faktor nahm der B 1000 demnach eine Spitzenposition ein. Schon bei seiner Einführung 1961 fiel der Transporter durch die damals ungewöhnlich hohe Zulademöglichkeit von einer Tonne bei gleichzeitig niedriger Ladehöhe von nur 365 mm auf. Diese Werte werden selbst von gegenwärtigen Kleintransportern kaum erreicht. Auch wird der B 1000 Kastenwagen mit einem Ladevolumen von 6 Kubikmetern bei einer Gesamtlänge von nur 4,5 m bis heute kaum von einem anderen Kleintransporter an Raumeffizienz übertroffen.

## Modellpflege
Bereits kurz nach Serienanlauf wurde der Hubraum von 900 auf 1000 cm³ vergrößert, wobei sich die Leistung von 40 auf 42 PS erhöhte. 1964 erfolgten eine Reihe technischer Detailverbesserungen, darunter eine Zweikreisbremsanlage, Knüppel- statt bisher Lenkradschaltung, ein verändertes Kühl- und Heizsystem sowie verbesserte Sitze.  1965 wurde die unhandliche Stockhandbremse durch einen Hebelarm ersetzt, die Heizung verbessert und der Kühlwasser-Einfüllstutzen vom Kühler auf das obere Bugteil verlegt. 1969 wurde die Innenausstattung hinsichtlich Fahrkomfort und Sicherheit verbessert. 1971 gab es einen lastabhängigen Bremskraftbegrenzer und 1972 wurde die Motorleistung auf 45 PS angehoben. Dabei traten unerwartet hohe Abgastemperaturen von 900 °C auf, sodass einige innere Teile der Abgasanlage rasch verzunderten. Abhilfe schaffte 1976 eine gänzlich neue Abgasanlage mit emailliertem Inneneinbau, die nun eine Grenznutzungsdauer von über 100 000 km aufwies und außerdem eine geringfügige Leistungssteigerung (jetzt 46 PS) ohne Einbußen im Drehmomentverlauf bewirkte. Mit Öl-Kraftstoff-Gemisch 1:50 statt bisher 1:33 konnten ab Mitte 1973 produzierte Barkas betankt werden.
Wie bei vielen Fahrzeugen der DDR geriet auch die Weiterentwicklung des Kleintransporters ab den 1970er Jahren ins Stocken, sodass der B 1000 im Laufe der Zeit insbesondere hinsichtlich des Motors den Anschluss zum internationalen Stand verlor. Die Weiterentwicklung beschränkte sich auf Details. Einen Anschnallgurt für den Fahrer gab es erst ab 1978. Im selben Jahr wurde von Schnecken- auf Kugelumlauflenkung umgestellt und eine neue Fahrgastraumbelüftung mit Lüftungsklappe im Dach entwickelt. Eine verbesserte Heizung für den Kleinbus gab es ab 1981/82. Zeitgleich wurde der Korrosionsschutz durch verschiedene Maßnahmen verbessert, und der Kofferaufbau erhielt eine Schiebetür. Seither wurde der Barkas in den Farben papyrus, kristallblau, samtocker und baligelb geliefert. Ab 1984 wurde eine LED-Anzeige für Tankinhalt und Kühlwassertemperatur eingebaut. Die seitliche Klapptür an den selbsttragenden Ausführungen wurde ab Juni 1987 von einer Schiebetür abgelöst.

## Technik
Der Barkas B 1000 zählte zu den wenigen in Serie gegangenen, konsequenten Neuentwicklungen im Automobilbau der DDR. Innovativ war die relativ leichte, selbsttragende Karosserie in Kombination mit einer hohen Zuladung und Einzelradaufhängung. Daraus ergab sich unter anderem eine konkurrenzlos niedrige Ladeflächenhöhe von nur 365 mm beim Kastenwagen. Diese Bauweise war zwar sehr fortschrittlich, jedoch auch konstruktiv herausfordernd. Vor allem in den ersten Jahren führten Festigkeitsprobleme dazu, dass einige Karosserieteile wie die Bleche im Bereich der Türausschnitte überbeansprucht wurden, sodass Rissbildung auftreten konnte. Ab 1965 gab es zusätzlich auch Fahrzeuge in Rahmenbauweise für nicht tragende Aufbauten wie z. B. Pritschenwagen.
Angetrieben wurde der B 1000 von einem Wartburg-Dreizylinder-Zweitaktmotor, dessen Hubraum anfangs 900 cm³, später 1000 cm³ betrug. Die Leistung war im Barkas zugunsten eines höheren Drehmoments durch Änderungen an Auspuff- und Ansauganlage etwas geringer als im Wartburg, sie betrug anfangs 40, 42 PS, ab 1969 waren es 45 PS. Auch zahlreiche andere Bauteile wurden aus Gründen angestrebter Standardisierung vom Wartburg oder anderen Typen übernommen. Neu konstruiert hingegen wurde das Getriebe, außerdem war die Lenkung des Barkas anders als beim Wartburg anfangs als Schneckenlenkung (später Kugelumlauflenkgetriebe) ausgebildet. Der Motor des Fronttrieblers war mittig zwischen Fahrer- und Beifahrersitz eingebaut und vom Fahrzeuginneren über einen kleinen Servicedeckel zugänglich. Die zulässige Höchstgeschwindigkeit betrug 95 km/h, ab 1969 100 km/h. Der Kraftstoffverbrauch variierte bei Versuchsmessungen im Jahr 1962 zwischen 10,7 l/100 km bei reiner Autobahnfahrt mit 500 kg Zuladung und 14,4 l/100 km bei voller Zuladung bei Fahrten im Mittelgebirge. Das Fahrwerk war mit Einzelradaufhängung an Schräglenkern und Drehstabfederung für einen Kleintransporter vergleichsweise fortschrittlich, komfortabel und auch platzsparend, was der Nutzraumgröße zugutekam. Der B 1000 zählt zu den ganz wenigen Automobilen mit Schräglenkern auch an den Vorderrädern, wo sie geschoben wirkten.

### Testberichte
In Testberichten der KFT von 1963 und 1964  wurde zunächst gelobt, dass der B 1000 gleichermaßen zweckmäßig wie auch formschön, und insgesamt ein modernes Fahrzeug sei. Der vergleichsweise kleine Zweitaktmotor mit nur 1 l Hubraum wurde damit verteidigt, dass er mit seinem Drehmoment von 9,8 kpm (96 Nm) gleichauf mit wesentlich hubraumgrößeren Viertaktmotoren läge. Besonderes Lob galt dem Fahrwerk, das eine mit Pkw vergleichbare Kurvenstabilität und sehr gute Federungseigenschaften böte. Die Höchstgeschwindigkeit lag mit 103 bis 110 km/h deutlich über der Werksangabe. Bemängelt wurden der fehlende fünfte Gang, die schwergängige Lenkradschaltung nach dem Kaltstart, ein Ausbrechen der Hinterräder bei Vollbremsungen, eine schwergängige Handbremse und Mängel der Schweißverbindungen der Rohkarosserie, die 1964 jedoch nicht mehr auftraten. Ferner wurde eine Neigung zum Dröhnen im Fahrgastraum kritisiert, die Notwendigkeit einer Pritschen-Variante bekräftigt und die bis dahin noch zu geringen Stückzahlen angemahnt. Der ermittelte durchschnittliche Kraftstoffverbrauch betrug abhängig von der Beladung 9 bis 12 l/100 km. Der später getestete Pritschenwagen zeigte dann ein einwandfreies Bremsverhalten.
1972 testete die KFT den Barkas mit 45-PS-Motor, dabei handelte es sich um das verlagseigene Fahrzeug. Der B 1000 selbst kam im Test – von der Forderung nach Scheibenbremsen abgesehen – gut weg, jedoch wurden erneut die zu geringen Stückzahlen und der umständliche Fertigungsprozess, an dem vier Standorte unmittelbar beteiligt waren, kritisiert. Als Höchstgeschwindigkeit wurden 113 km/h gemessen, der Durchschnittsverbrauch betrug 12,5 l/100 km. Bis Ende 1973 hatte der Wagen 85 000 km zurückgelegt, wobei es von einem Freilaufdefekt, gewechselter Kupplung, Keilriemenwechsel, ausgeschlagener Drosselklappenlagerung am Vergaser und durchgerosteten Schalldämpfern abgesehen keinen nennenswerten Verschleiß am Antrieb gab. Am Fahrwerk wurden lediglich die Bremstrommeln und Reifen vorn erneuert. Für Ärger sorgten Qualitätsmängel einiger entsprechend störanfälliger Elektrikbauteile wie Blinkgeber und Zündkerzen sowie Mängel an der Heizung. Der Gesamt-Durchschnittsverbrauch belief sich auf 13,0 l/100 km. Ein weiteres Mal wurde die Kritik an zu geringen Stückzahlen erneuert, die dazu führten, dass der Neuaufbau von verschlissenen B 1000 Typen verbreitet ist, obwohl dieser sehr aufwändig, teurer und ersatzteileverbrauchend und somit insgesamt unwirtschaftlich ist.
1974 fuhr ein Barkas B 1000 von der DDR auf dem Landweg bis nach Nepal und zurück, wobei 30 000 km störungsfrei zurückgelegt wurden. Lediglich Keilriemen und Türdichtungen waren den extremen Temperaturschwankungen und Regengüssen nicht ganz gewachsen. Der Vergaser musste dreimal gereinigt und die Bremsen dreimal entlüftet werden.

## Aufbauten
Anfangs wurde der B 1000 zunächst als Kasten-, Post-, Krankenwagen und Feuerlöschfahrzeug produziert. 1964 wurde ein Kombiwagen ergänzt, der vollverglast war und mit zwei- oder drei Sitzreihen (dann als Kleinbus bezeichnet) ausgestattet war, sowie ein Verkehrsunfall-Bereitschaftswagen. 1973 wurde der Kombiwagen zum Mehrzweckwagen weiterentwickelt, wobei die beiden hinteren Seitenfenster entfielen.
Die selbsttragende Karosserie des B 1000 war zwar fortschrittlich, sie begrenzte jedoch die Vielfalt möglicher Aufbauten. Zunächst wurde ausgehend vom selbsttragenden Körper eine Pick-up-Variante erprobt. Schließlich entschied man sich doch für eine ab 1965 produzierte Holz-Pritsche mit ebener, von drei Seiten her zugänglichen Ladefläche, dazu wurde ein Hilfsrahmen mit dem Fahrerhaus verbunden. Neben einigen Änderungen am Fahrwerk konnte dabei das Fassungsvermögen des Kraftstofftanks deutlich auf 70 Liter vergrößert werden. Von der Rahmenkonstruktion ausgehend, wurden zahlreiche weitere Varianten abgeleitet. Zunächst wurde das Sortiment 1966 um ein Wärme-Isolierfahrzeug mit Polystyrolschaum-Auskleidung, einen Isotherm-Kofferaufbau und einen Drehleiter-Aufbau ergänzt.
In den 1970er Jahren wurde der B 1000 serienmäßig in sechs Grundmodellen und 75 Ausführungsvarianten parallel produziert,  unter anderem als Kleinbus, Polizeifahrzeug, Krankenwagen der SMH, Kleinlöschfahrzeug Typ KLF-TS 8, Pritschentransporter und Militärfahrzeug. Ausführungen, bei denen das Fahrzeug vorwiegend zur Personenbeförderung genutzt wurde, erhielten eine benzinbetriebene Zusatzheizung. Der SMH 3 ab 1985 unterschied sich durch ein erhöhtes Dach und eine nach oben zu öffnende Heckklappe recht deutlich von den anderen Kastenaufbauten des B 1000. Hinzu kamen Aufbauten findiger Instandsetzungsbetriebe und Spezialreparaturbetriebe, die unter anderem dreiachsige Ausführungen als verlängerte Pritschen- oder auch Abschleppwagen in geringer Stückzahl herstellten. Von den Besonderheiten der jeweiligen Aufbauten abgesehen gab es stets nur eine Serienausstattung.
1969 wurde von der Fritz Fleischer KG ein Großtaxi auf Basis des B 1000 entwickelt, das mit großzügiger Verglasung und einer Schiebetür versehen war.

## Galerie

### Ab Werk produzierte Ausführungen

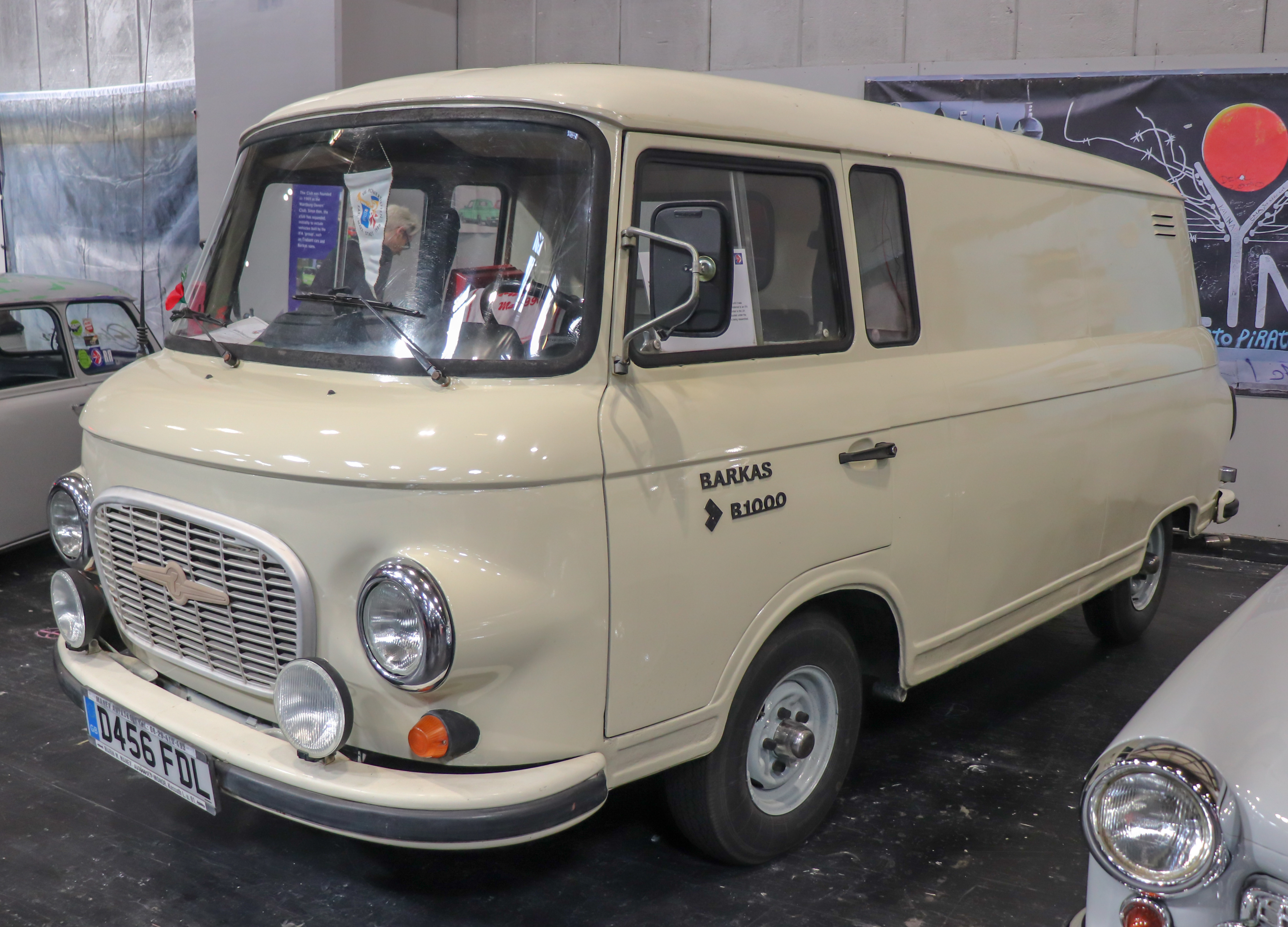
Kastenwagen
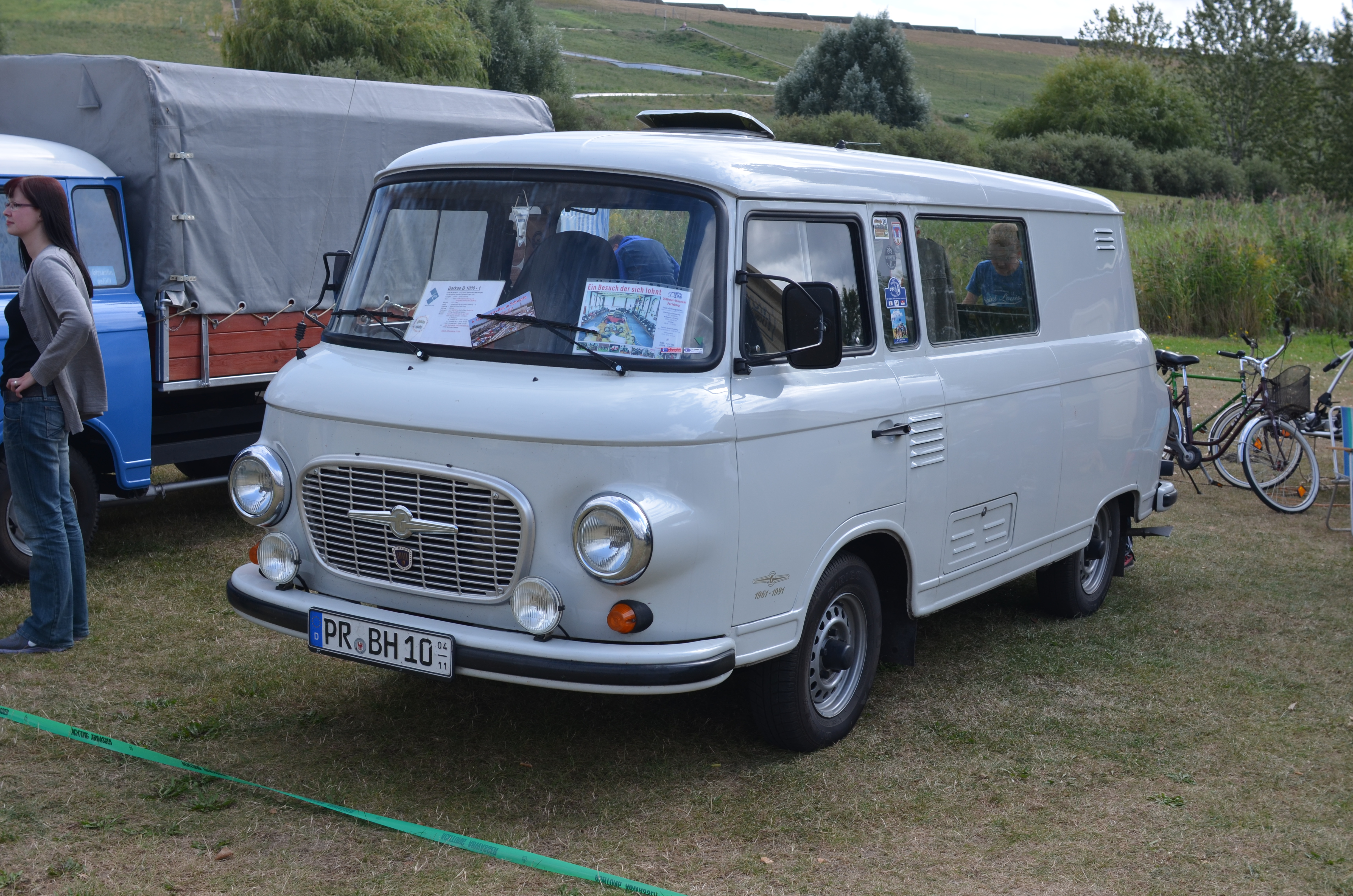
Mehrzweckwagen
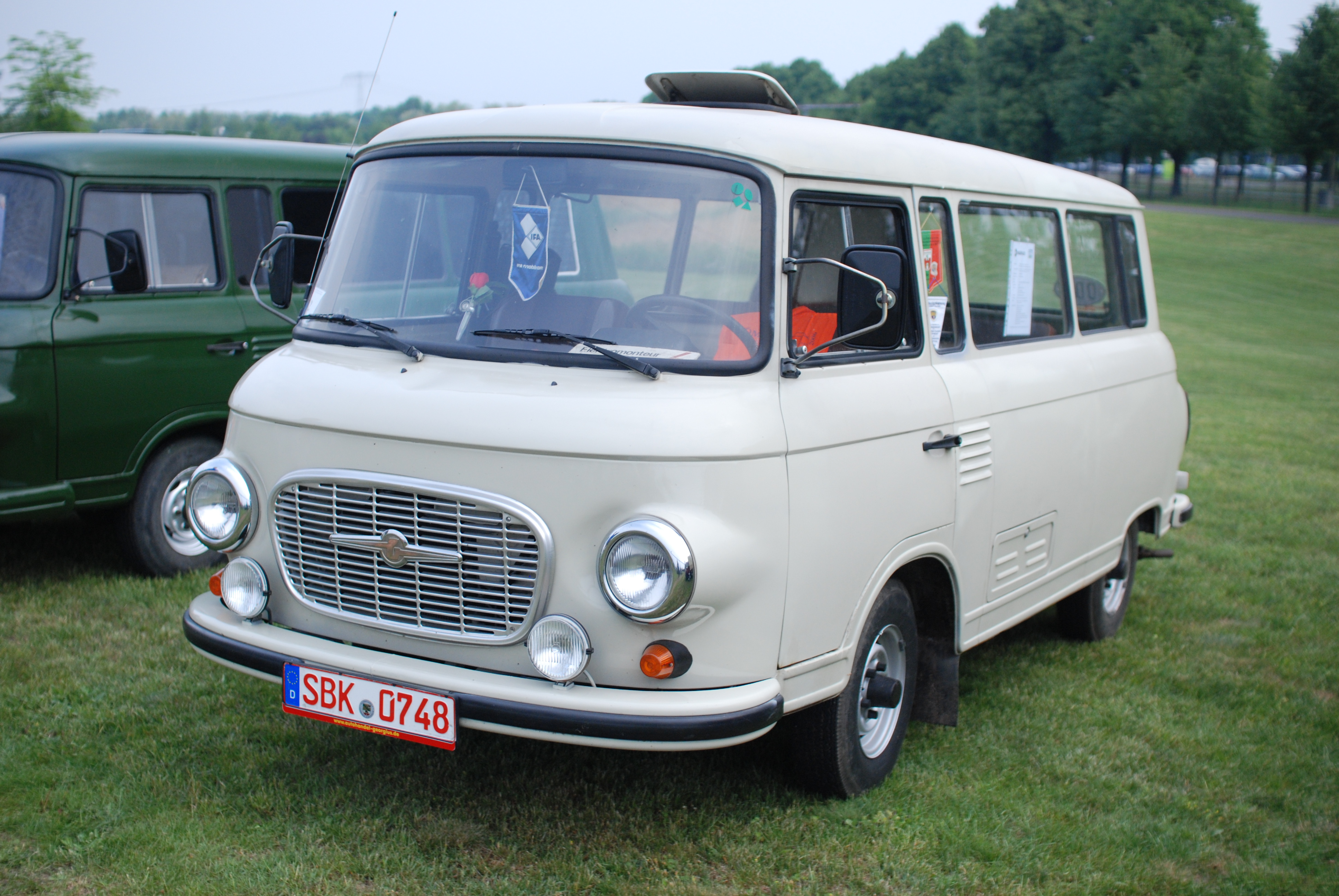
Kombiwagen/Kleinbus
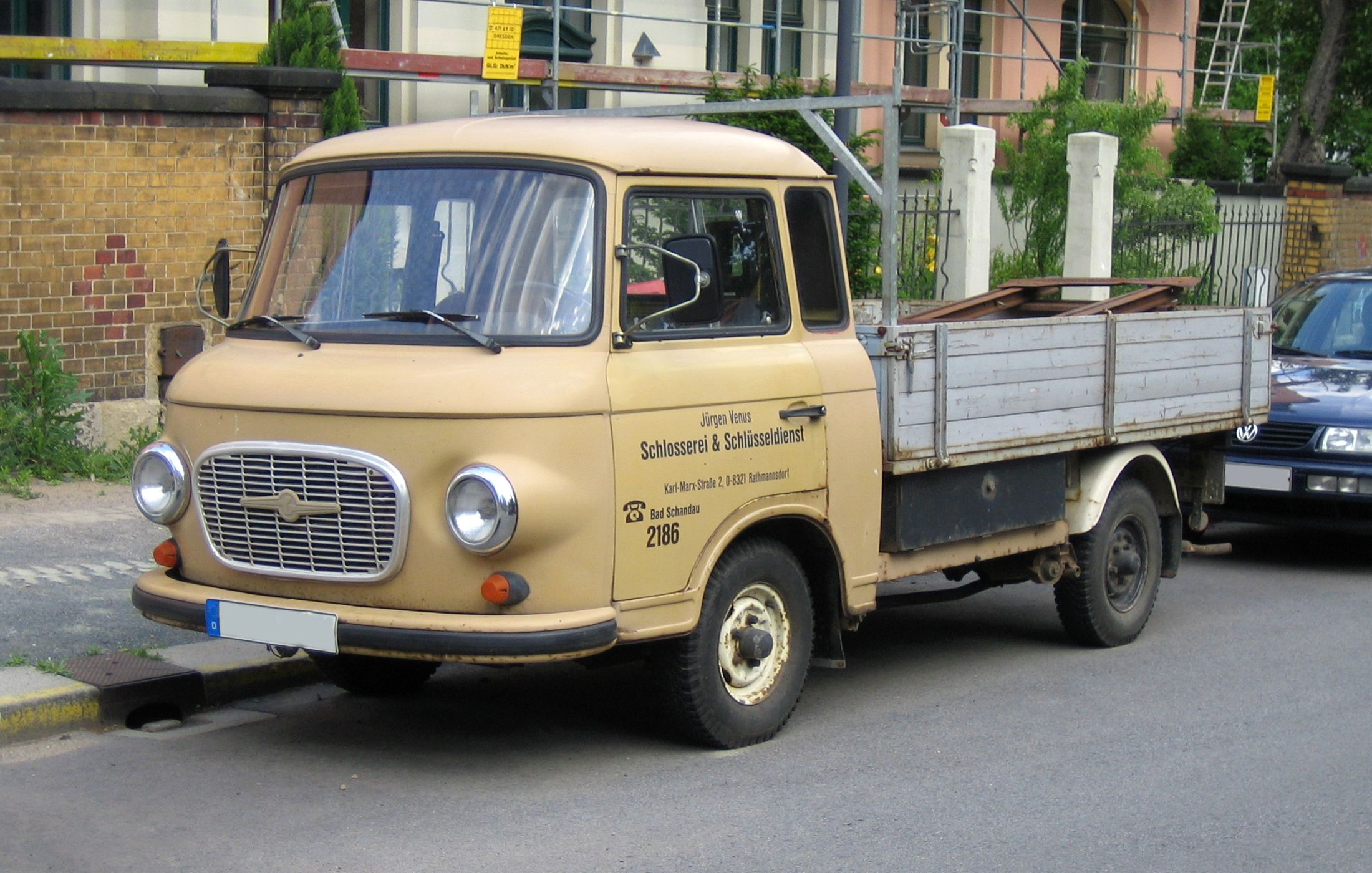
Pritschenwagen
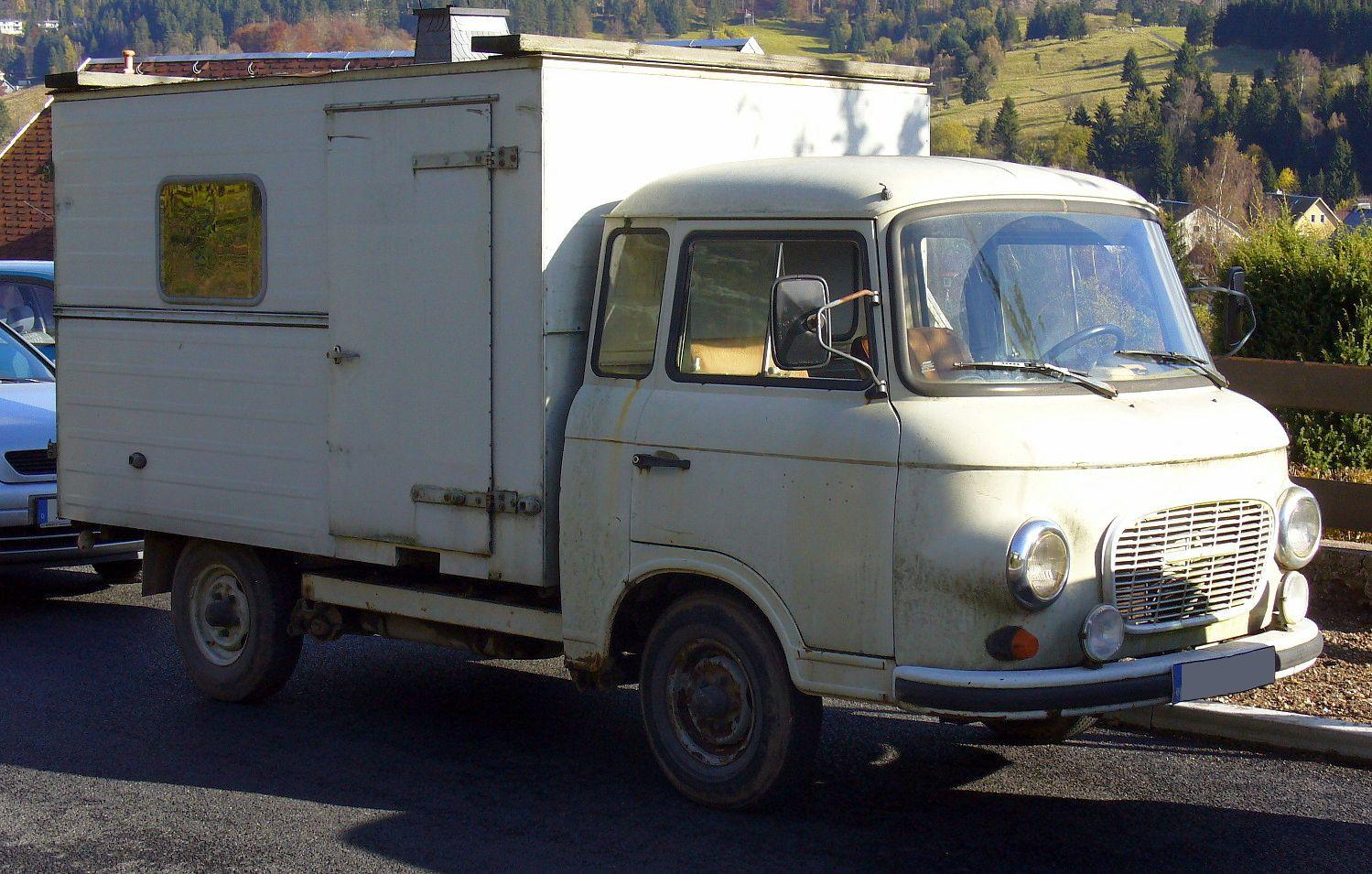
Kofferwagen
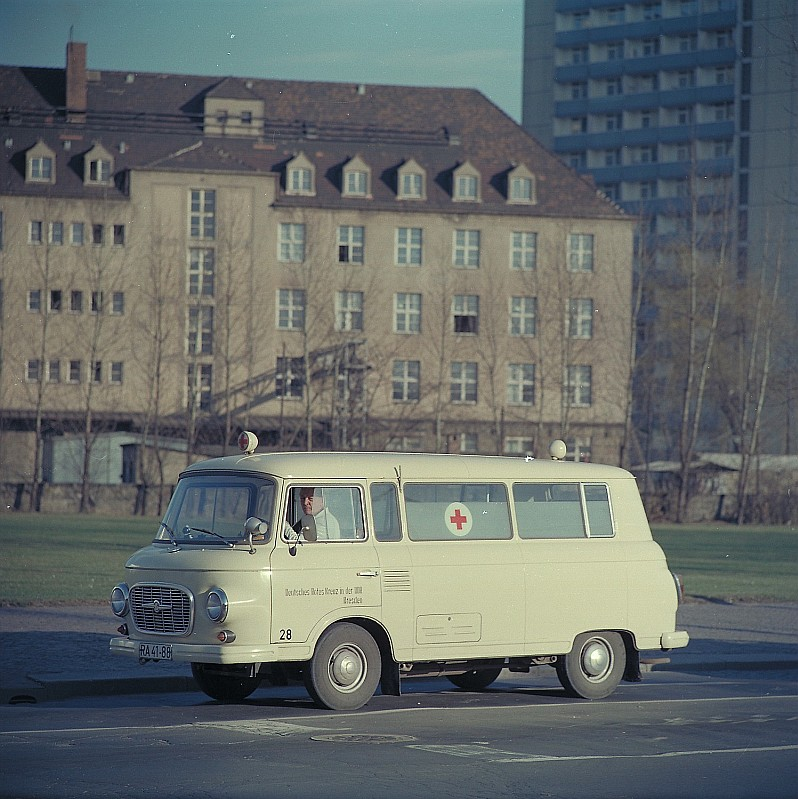
Krankenwagen in Dresden (1972)
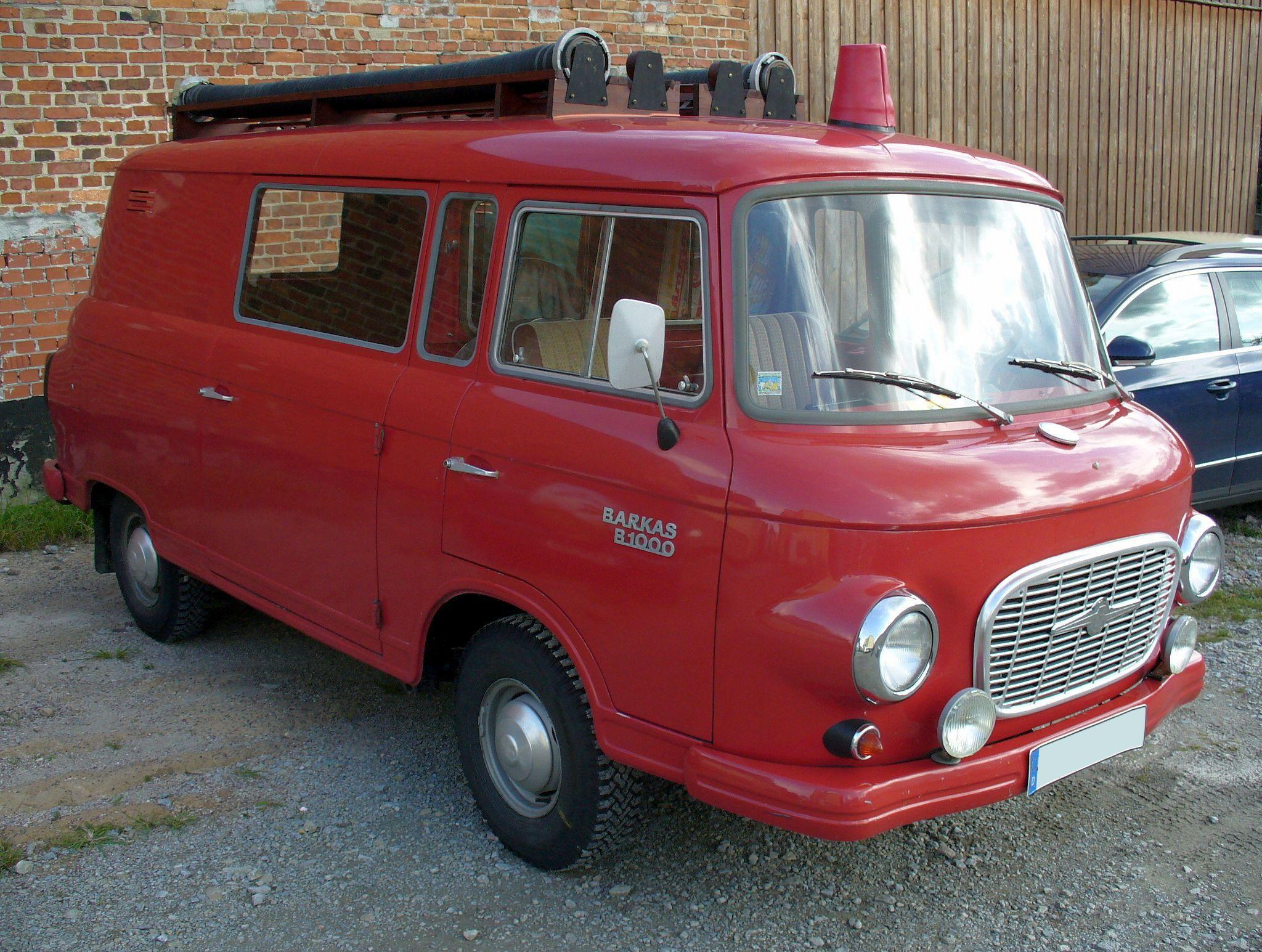
Löschfahrzeug
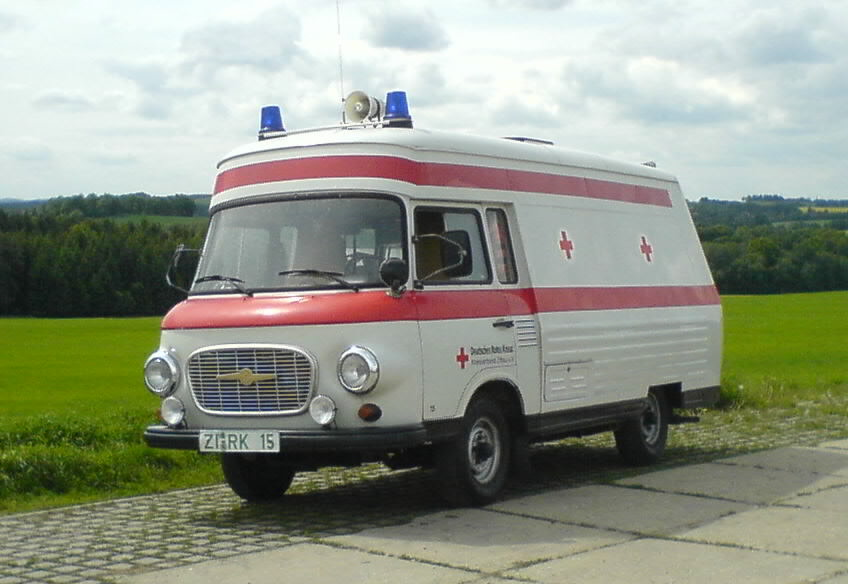
Schnelle Medizinische Hilfe (SMH)
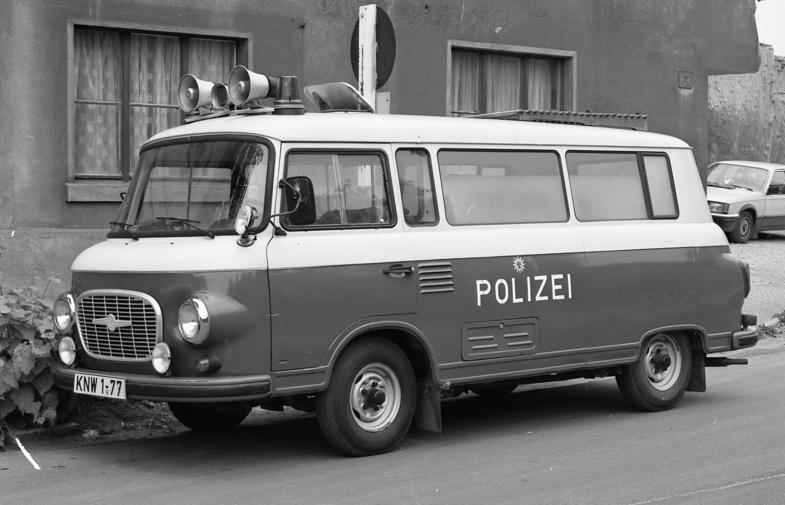
Polizei-Einsatzwagen (1991)

### Um- und Eigenbauten

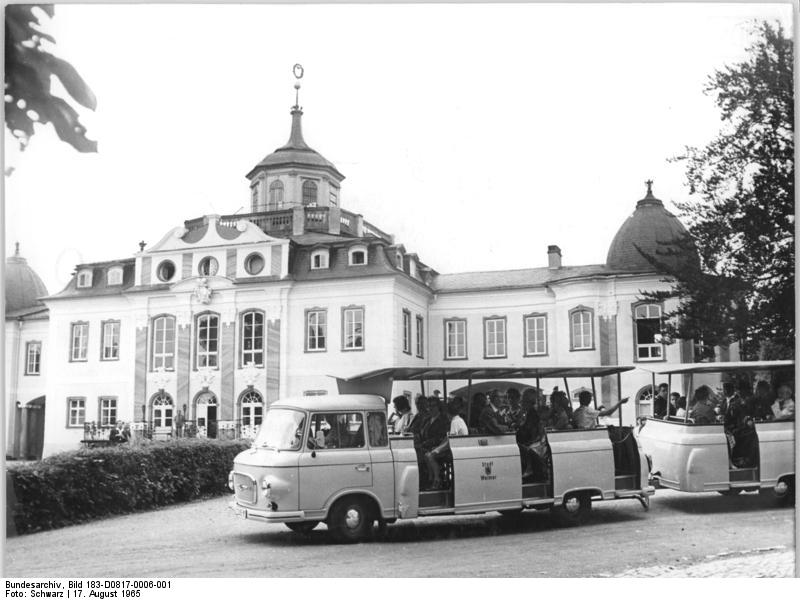
Rundfahrtbus
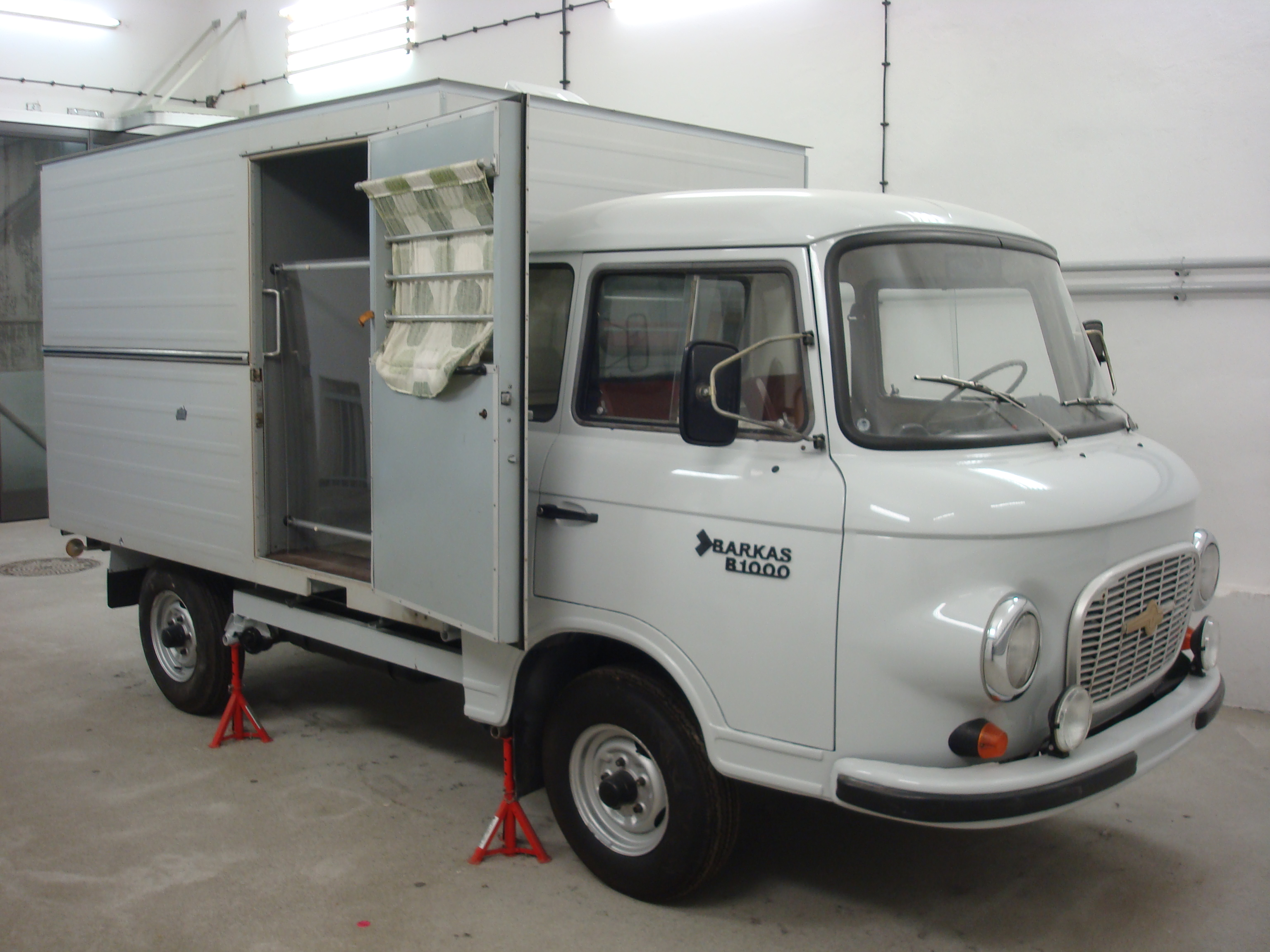
Gefangenentransporter der Stasi in der Gedenkstätte Berlin-Hohenschönhausen
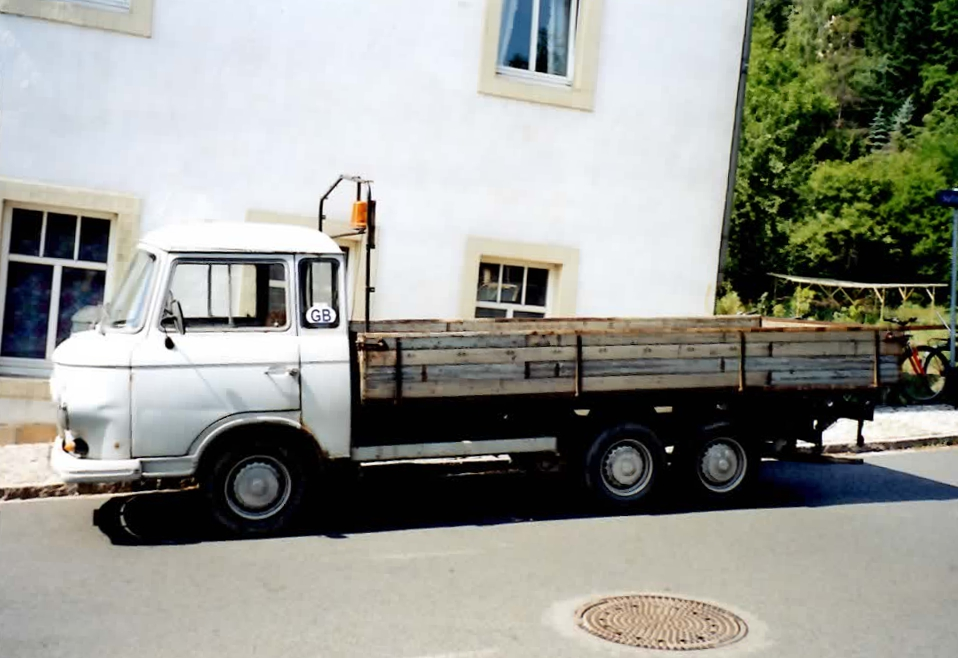
Langpritsche mit drei Achsen
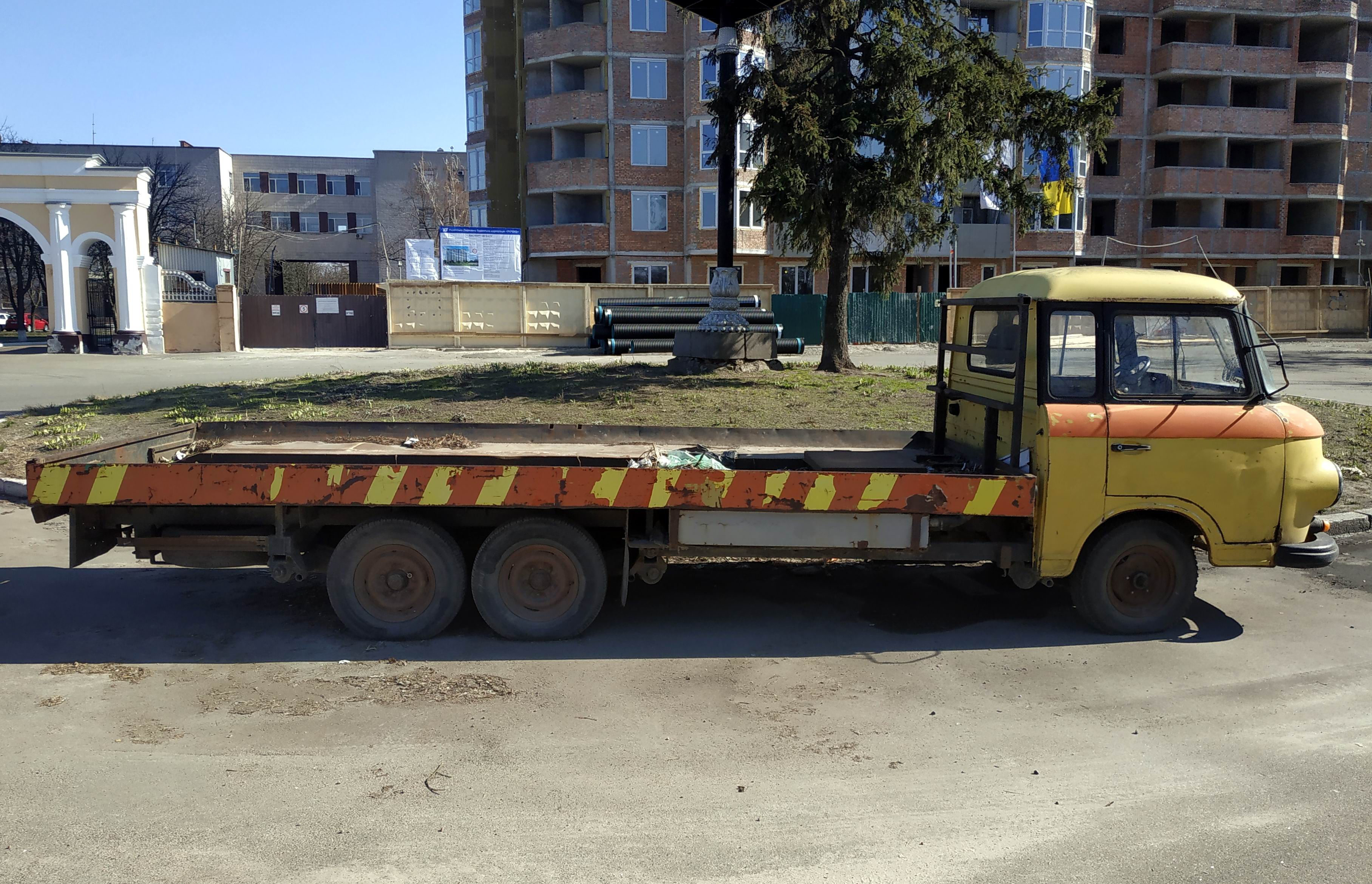
Abschleppwagen
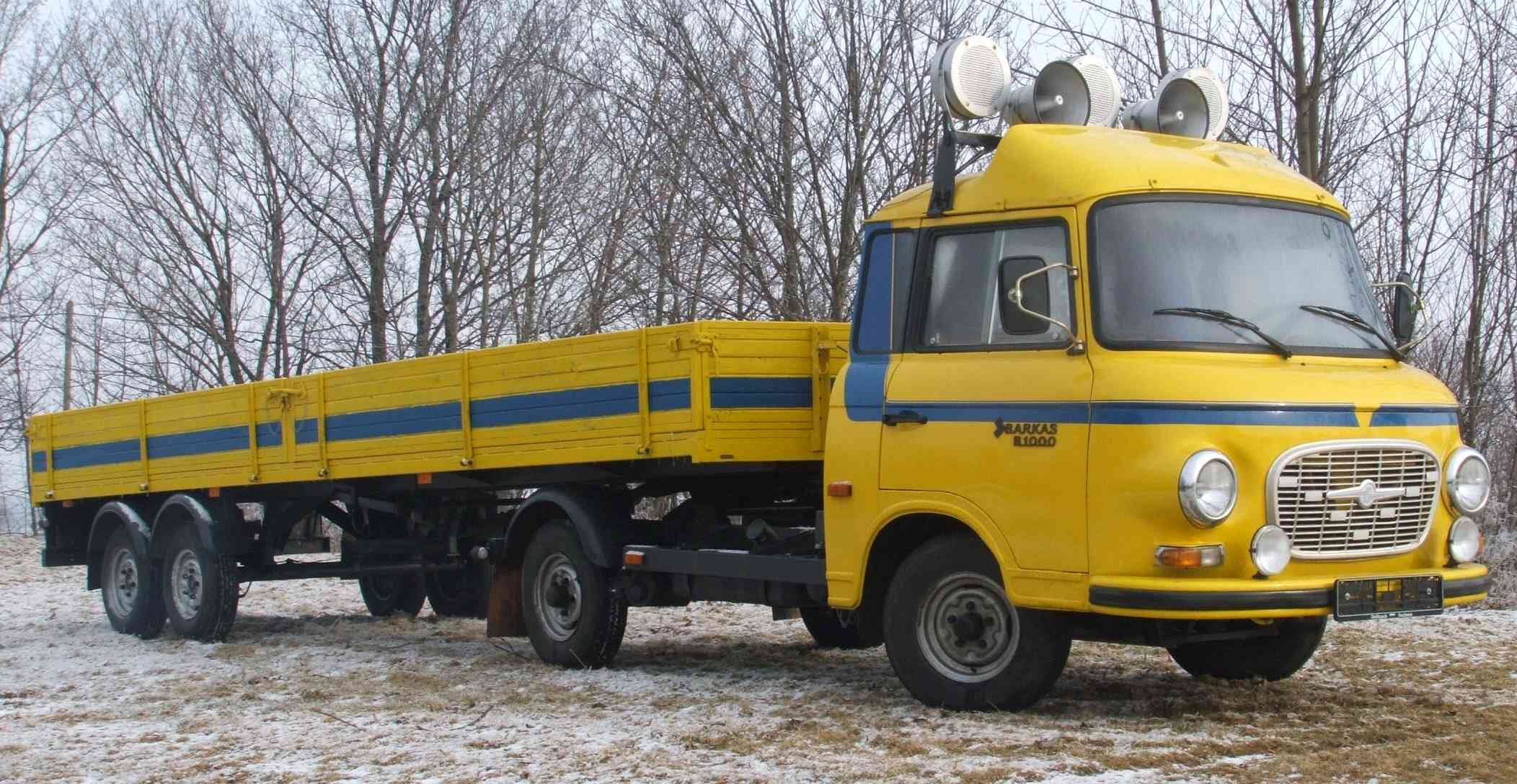
Sattelschlepper
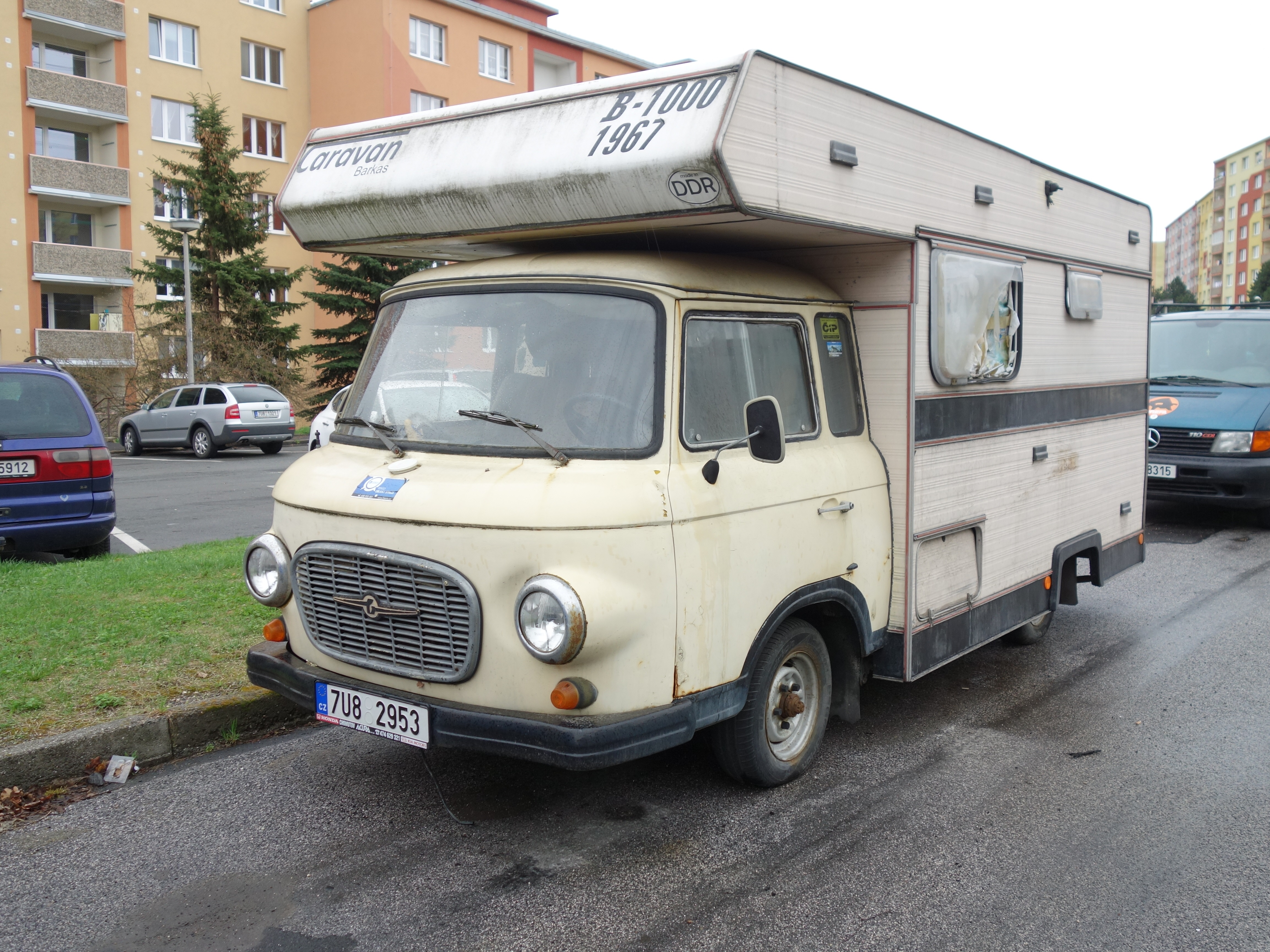
Wohnmobil

## B 1000-1

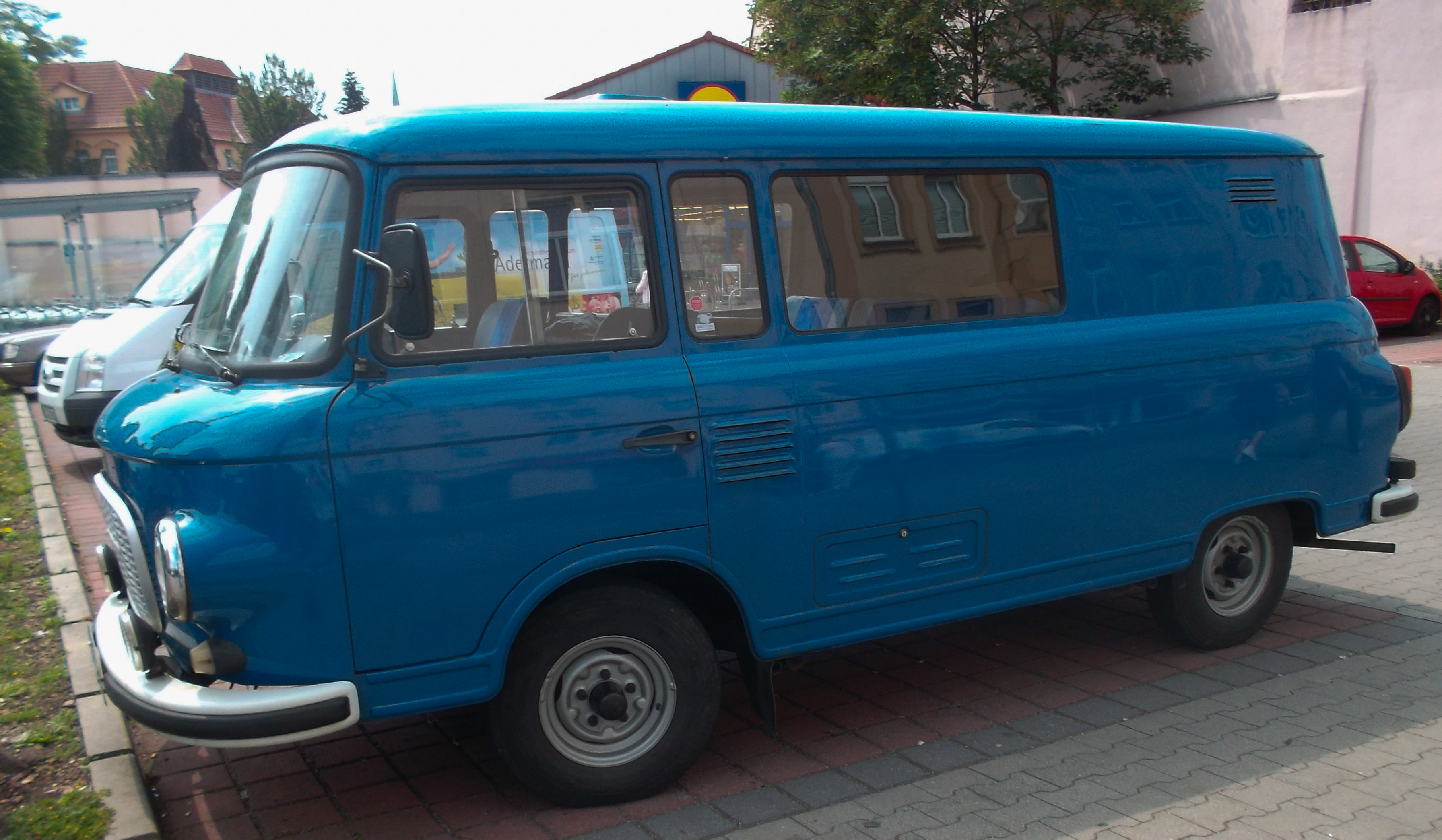
Barkas B 1000-1 Mehrzweckwagen

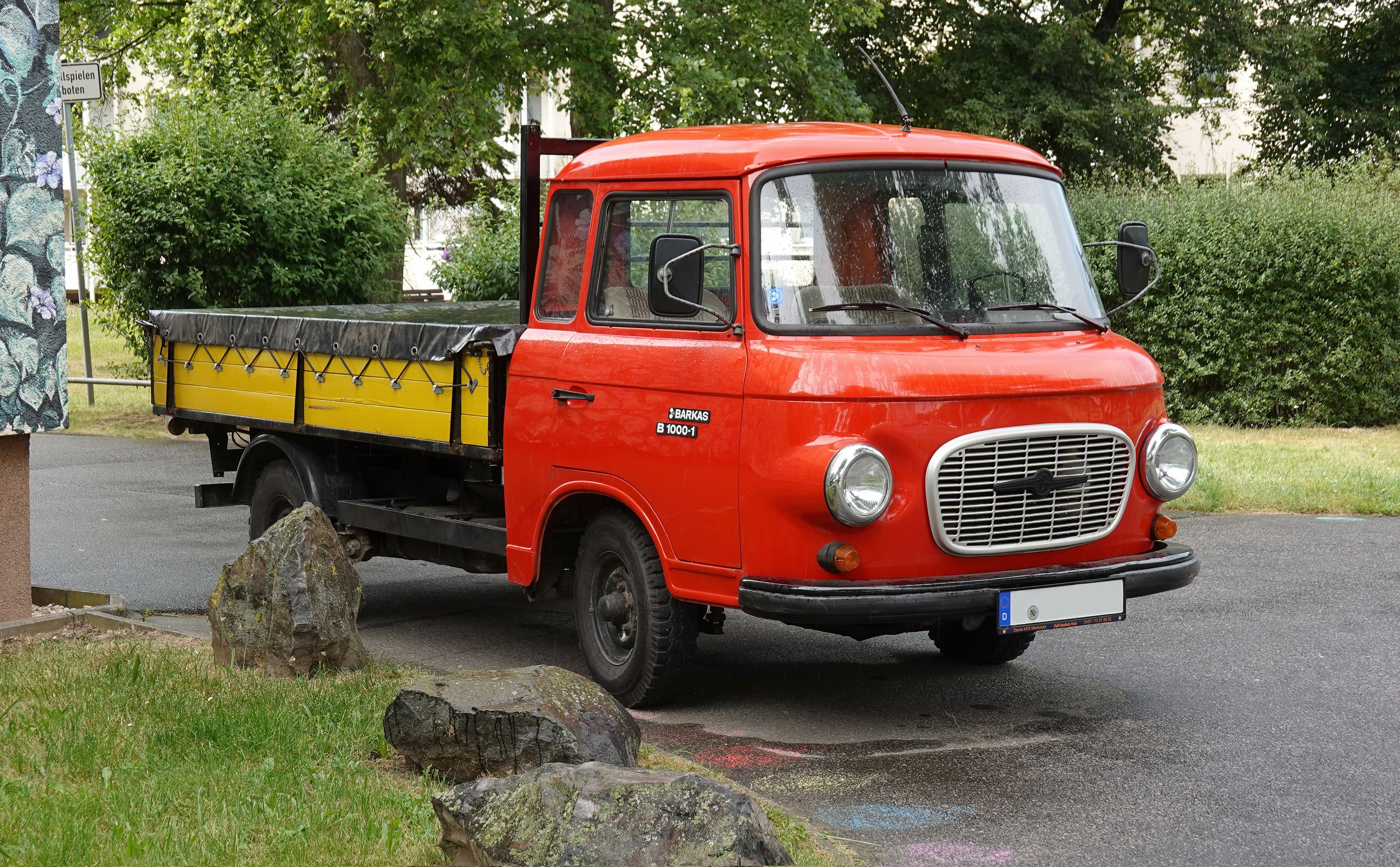
Barkas B 1000-1 Pritschenwagen

Im Herbst 1989 wurde der erste Barkas B 1000-1 vorgestellt, die Serienfertigung begann im Laufe des Jahres 1990. Er hatte wie der Wartburg 1.3 einen 58 PS leistenden Viertaktmotor mit 1272 cm³, der in VW-Lizenz (VW EA111) von Barkas im Motorenwerk in Karl-Marx-Stadt produziert wurde. Ursprünglich war vorgesehen, die Barkas-Transporter mit Viertaktmotor auch äußerlich zu überarbeiten. Mit einem großen Formteil aus Kunststoff, das die Scheinwerfer und den Kühlergrill zusammenfasste, sollte die Frontpartie modernisiert werden. Es wurden einige Prototypen gebaut. Die neue Frontgestaltung wurde jedoch nicht mehr serienwirksam. Bis zur Produktionseinstellung am 10. April 1991 wurden noch 1900 dieser Fahrzeuge gebaut.
Mit der Wende 1989/1990 und dem Wegfall der meisten osteuropäischen Exportmärkte ließ die Nachfrage nach Fahrzeugen aus DDR-Produktion schlagartig nach. In Zusammenarbeit mit der Firma Karmann entstanden drei Wohnmobile auf Basis des B 1000-1, sowie zwei Exemplare mit Hochdach-Aufbau von Westfalia, von denen eines sogar bei der Internationalen Automobil-Ausstellung in Berlin präsentiert wurde. Aber es blieb bei diesen fünf Prototypen. 1991 wurde die Einstellung der Produktion beschlossen. Zunächst gab es Überlegungen die Barkas-Produktion nach Ungarn oder Ägypten zu verlegen. Schließlich entstand das Projekt einer Produktionsverlagerung nach Russland. Von den ehemaligen Produktionsverantwortlichen wurde alles verpackt, dokumentiert und mit russischen Übersetzungen versehen. Nachdem für etwa vier Millionen DM die Produktionsdokumentationen und die Maschinenanlagen auf den neuesten Stand gebracht worden waren, wurde alles in 40 Großcontainer verpackt. Mehrere Investoren sprangen jedoch ab, letztlich konnte keiner die Transportkosten nach Russland aufbringen. Am 10. Januar 1994 wurde das Projekt für gescheitert erklärt. Die Treuhandanstalt ließ danach alles verschrotten. So endete eine traditionsreiche Fahrzeugproduktion; an den verschiedenen Produktionsstandorten wurden 2300 Menschen arbeitslos.

## Verfügbarkeit
Kleintransporter waren in der DDR – stärker noch als PKW – ausgesprochen Mangelware. Die Fertigungskapazitäten des modernen Barkas B 1000 konnten bis in die 1970er-Jahre selbst die Nachfrage im Ausland nicht abdecken. Für privaten Bedarf in der DDR war es selbst bei älteren Gebrauchtfahrzeugen schwierig, an einen Barkas heranzukommen. Allerdings konnte er in der DDR mit kurzen Wartezeiten gegen D-Mark über Genex als Pritschenwagen, Kastenwagen und Kleinbus auch privat erworben werden. Bei der Ausmusterung betrieblich genutzter Fahrzeuge wurde kinderreichen Familien oder Familien mit behinderten Angehörigen Vorrang eingeräumt. Aus planwirtschaftlichen Gründen ließ sich die Produktion nicht aufstocken oder der Preis anpassen. Hemmnis für eine rationelle Fertigung war die volkswirtschaftliche Einordnung der B-1000-Fertigung und die teilweise mehr als 40 verschiedenen angebotenen Aufbauten. Selbst die schrittweise Auslagerung der Rohkarosseriefertigung zwischen 1985 und 1986 führten nicht zu erhöhtem Fertigungsausstoß. Durch die Ausweitung der VEB Barkas-Werke zu einem hochkomplexen Großbetrieb standen andere Aufgaben als die Produktion des B 1000 im Vordergrund. Nur wenige tausend Fahrzeuge rollten jährlich vom Band. Die höchste Jahresstückzahl in der B-1000-Fertigung wurde 1974 mit 8176 Stück erreicht und insgesamt 175.740 Stück in der gesamten Bauzeit. Zum Vergleich: Vom polnischen Kleintransporter Zuk wurden allein 1975 29 000 Stück produziert, hinzu kamen 18 500 Kleinbusse vom Typ Nysa.
Dass eine Kleintransporter-Produktion in so geringen Stückzahlen nicht effektiv ist, war den Verantwortlichen durchaus bekannt. Einer Festlegung des RGW von 1964 zu den Typenreihen im Bereich Lkw und Omnibus folgend, wurde in der DDR 1968 zunächst die gänzliche Einstellung der B 1000-Produktion durch die VVB Automobilbau verfügt. Um die Produktion von Kleintransportern sollten sich Hersteller anderer Staaten des RGW kümmern und die übrigen Länder mit versorgen. Allerdings stellte sich heraus, dass die zu importierenden Typen wesentlich höhere Betriebskosten verursachten, sodass die Einstellung der B 1000-Produktion trotz der unwirtschaftlich niedrigen Stückzahlen letztlich als finanziell noch ungünstiger erschien. Im Ergebnis der Überlegung wurde der Beschluss des VVB Automobilbaus aufgehoben und die Produktion des B 1000 fortgesetzt.
Außer dem B 1000 war in der DDR zeitweilig der polnische Kleintransporter Żuk erhältlich. Dieser überzeugte zwar mit einem vergleichsweise kräftigen Motor, der jedoch einen sehr hohen Kraftstoffverbrauch aufwies. Auch in Sachen Verarbeitungsqualität und Formgebung konnte er mit dem B 1000 nicht mithalten. Dies waren jedoch Überlegungen theoretischer Natur, denn die Nachfrage nach Kleintransportern war allgemein groß. Ein weiterer Kleintransporter, der zur Linderung des Fahrzeugmangels zeitweilig importiert wurde, war der rumänische TV und trotz seines immensen Kraftstoffverbrauchs der sowjetische UAZ-452. Über Genex und Sondereinfuhren gelangte in den 1980er Jahren eine relevante Menge des VW T3 in die DDR. Der Barkas selbst war in den Varianten Kleinbus, Pritschenwagen und Mehrzweck-Kastenwagen ebenfalls über Genex erhältlich.

## Produktions- und Exportzahlen
Zwischen 1961 und 1990 wurden 175.522 Barkas B 1000 gebaut, nach anderen Quellen 177.539 Stück.
75.240 Fahrzeuge (42 Prozent) wurden exportiert. Exportländer, welche größere oder auch nur kleinste Stückzahlen importierten, waren: Ägypten, Albanien, Belgien, Bulgarien, China, Dänemark, Bundesrepublik Deutschland, Finnland, Ghana, Griechenland, Großbritannien, Guinea, Indonesien, Irak, Iran, Jordanien, Jugoslawien, Kuba, Libanon, Marokko, Mongolei, Niederlande, Norwegen, Österreich, Polen, Portugal, Rumänien, Saudi-Arabien, Schweden, Schweiz, Sowjetunion, Spanien, Tschechoslowakei, Türkei, Ungarn und Vietnam.
Der belgische Hauptimporteur Pierreux, welcher bereits ab den 1950er-Jahren den Framo importierte, vertrieb den Barkas B 1000 bis 1970 unter dem Namen „Wartburg“ und den Modellbezeichnungen H 28, P 38 und H 40.

## Prototypen

### B 1100

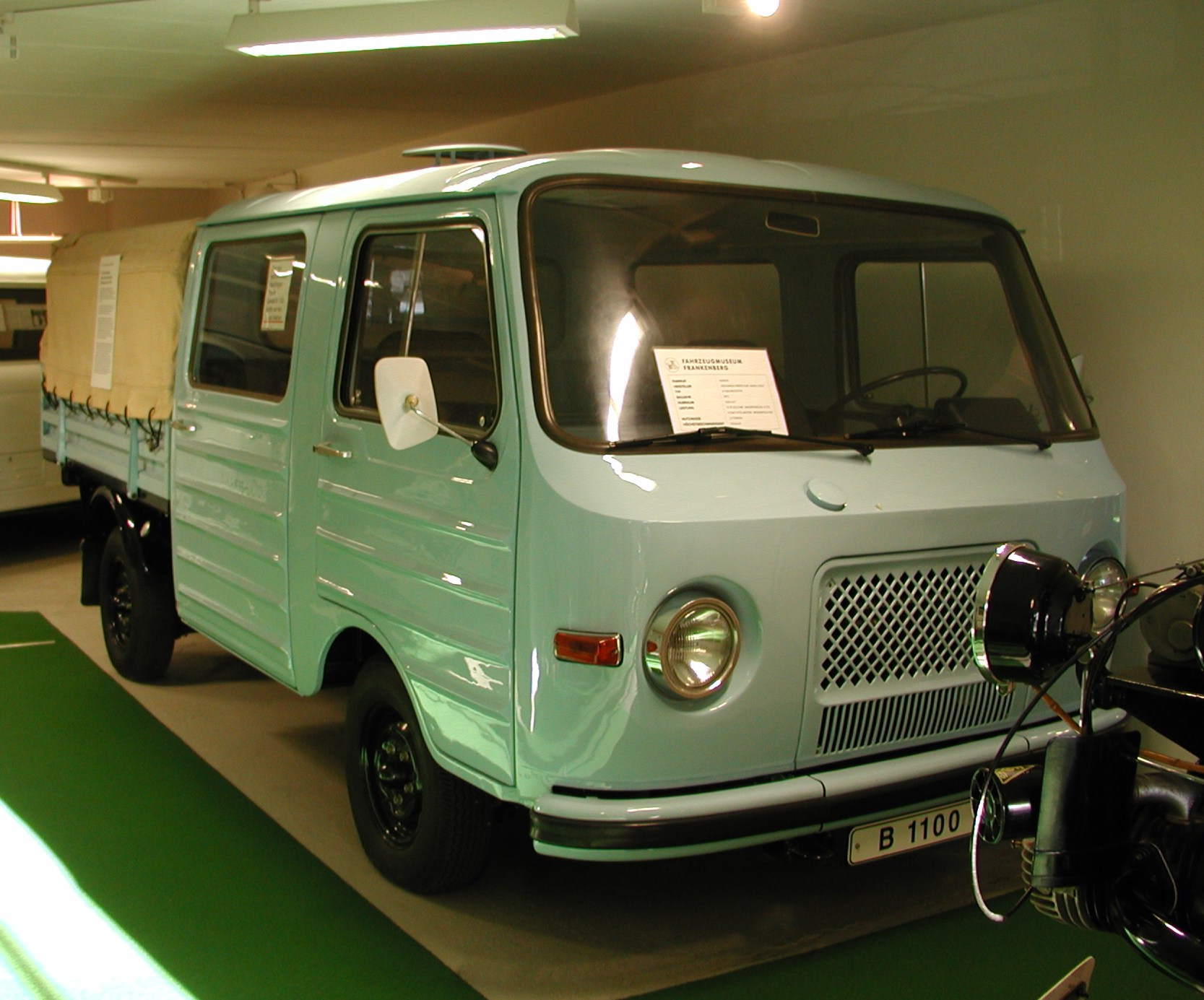
Einer von drei Prototypen des B 1100, Exponat im Fahrzeugmuseum Frankenberg

Bereits 1969 gab es für Barkas ein vielversprechendes und bereits weit fortgeschrittenes Prototyp-Projekt, das mangels Wirtschaftskraft letztlich doch gestoppt und bis zur Wende geheim gehalten wurde. Die zwischen 1969 und 1972 gebauten drei Prototypen stehen heute im Fahrzeugmuseum Frankenberg in Sachsen. Das Modell wäre durchaus geeignet gewesen, den Anschluss an den internationalen Kleintransporterbau zu sichern.
Der nicht mehr zeitgemäße Zweitaktmotor des B 1000 sollte durch einen Viertaktmotor ersetzt werden. Die Suche nach einem passenden Aggregat gestaltete sich jedoch als schwierig und war voller Wendungen. Ins Auge fiel zunächst der Motor des Moskwitsch-408. Es stellte sich jedoch heraus, dass dieser schwerere und größere Motor einen umfangreichen Umbau des gesamten Fahrzeugs erfordert hätte. Deshalb wurde ab 1965 mit der Konzeption eines gänzlich neuen Kleintransporters begonnen. Die fortschrittliche Einzelradaufhängung des B 1000 sollte beibehalten werden, nicht jedoch die selbsttragende Karosserie. Der erste Prototyp wurde 1968 gebaut. Er hatte den Motor des Moskwitsch-412, der mit 75 PS eine Höchstgeschwindigkeit von 120 km/h bei 1300 kg Nutzlast realistisch erscheinen ließ. Ein zweiter Prototyp von 1969 war mit dem Wartburg-Zweitaktmotor ausgestattet. Der dritte Prototyp (Pritsche mit Doppelkabine) besaß wiederum den Moskwitsch-Motor, dieser sollte jedoch durch einen Škoda-Motor ersetzt werden. Ferner war das Automobilwerk Eisenach zu dieser Zeit dabei, einen neuen 1,6-l-Vierzylinder-Viertaktreihenmotor zu entwickeln, hielt sich aber mit Informationen hierzu so bedeckt, dass die Konstrukteure des Barkas nicht mehr als ein paar Zeichnungen zu den Außenabmessungen des Motors erhielten. Auch wurde ein Vierzylinder-Dieselmotor aus dem Motorenwerk Cunewalde in Erwägung gezogen.
Nachdem bereits 30.000 km mit den drei Prototypen zurückgelegt worden waren, wurden jedoch 1972 das Projekt bei Barkas wie auch das Motorenprojekt in Eisenach beendet. Hintergrund war, dass sich die verfügbaren Ressourcen einem Beschluss des Ministerrats vom 20. Oktober 1971 folgend voll auf die Entwicklung des RGW-Autos fokussieren sollten. Die Prototypen sollten vernichtet werden, wurden aber von Mitarbeitern versteckt und kamen erst nach der Wende wieder ans Tageslicht.

### Elektro-Barkas
In den 1970er Jahren wurden im Zuge der Ölkrise verschiedene Versuche in Angriff genommen, den B 1000 mit einem Elektromotor auszustatten. Der Kleintransporter erschien gerade im Kurzstreckeneinsatz als ein geeignetes Fahrzeug dafür. So wurde an der TU Karl-Marx-Stadt ab 1972 ein entsprechender Elektro-Barkas entwickelt. Sieben Fahrzeuge wurden unter anderem bei der Deutschen Post und der Deutschen Reichsbahn im Einsatz erprobt, sie hatten einen Aktionsradius von 100 km. Später experimentierte unter anderem noch der private Dresdner Kleinunternehmer Schöps mit Bleiakkumulatoren als Energiequelle, er rüstete einen B 1000 mit dreiachsigem Fahrgestell eines Bergungsfahrzeugs damit aus. Weiterhin hatte der Sachsenwerkableger ELMO-Dresden (Großenhainer Str.) Ende der 80er einen E-B1000 als Pritsche, dieser wurde hauptsächlich zum Materialtransport zwischen den beiden Werken eingesetzt. Die Reichweite betrug ca. 80–100 km, mit Bleiakku. In Großenhain gab es einen E-B1000 als Kfz-Transporter, also mit Auffahrrampe. Bei allen derartigen Versuchen stellte sich heraus, dass die Entwicklung des Elektroantriebs noch nicht ausreichend vorangeschritten war, um hinreichend leichte und schnelle Fahrzeuge mit genügend Aktionsradius herzustellen.

## Trivia
Das B 1000-Konzept eines Eintonners mit selbsttragender Karosserie, Frontantrieb, Einzelradaufhängung und über der Vorderachse eingebautem Motor findet sich im ab 1966 produzierten Fiat 238 wieder, der dem B 1000 auch äußerlich ähnelt und den identischen Radstand hat.